# Championnat d'Angola de football 2004
Navigation
Saison précédente Saison suivante
La saison 2004 du Championnat d'Angola de football est la vingt-sixième édition de la première division en Angola. Les quatorze meilleures équipes du pays sont regroupées au sein d'une poule unique où elles s'affrontent deux fois, à domicile et à l'extérieur. En fin de saison, les trois derniers sont relégués et remplacés par les trois meilleurs clubs de Gira Angola, la deuxième division angolaise.
C'est l'Atlético Sport Aviação, double tenant du titre, qui remporte à nouveau le championnat cette saison après avoir terminé en tête du classement, avec trois points d'avance sur Sagrada Esperança et cinq sur l'Inter Luanda. C'est le troisième titre de champion d'Angola de l'histoire du club.
Le vainqueur du championnat et son dauphin se qualifient pour la Ligue des champions de la CAF, tandis que le vainqueur de la Taça Angola obtient son billet pour la Coupe de la confédération, tout comme le troisième du classement général.

## Clubs participants
- Primeiro de Agosto
- Académica Lobito
- Inter Luanda
- Petro Atlético Luanda
- Petro Atlético Huambo
- Atlético Sport Aviação
- Sagrada Esperança
- Sport Lubango e Benfica - Promu de Gira Angola
- Progresso Sambizanga
- Deportivo Sonangol
- Sporting Cabinda
- EC Primeiro de Maio
- Onze Bravos do Maqui - Promu de Gira Angola
- Académica Petróleo Kwanda Soyo - Promu de Gira Angola

## Compétition
Le barème de points servant à établir les classements se décompose ainsi :
- Victoire : 3 points
- Match nul : 1 point
- Défaite : 0 point

### Classement
| Rang | Équipe                          | Pts | J  | G  | N  | P  | Bp | Bc | Diff |
| ---- | ------------------------------- | --- | -- | -- | -- | -- | -- | -- | ---- |
| 1    | Atlético Sport AviaçãoT         | 56  | 26 | 16 | 8  | 2  | 53 | 13 | +40  |
| 2    | Sagrada Esperança               | 53  | 26 | 15 | 8  | 3  | 32 | 10 | +22  |
| 3    | Inter Luanda                    | 51  | 26 | 15 | 6  | 5  | 36 | 21 | +15  |
| 4    | Petro Atlético Luanda           | 48  | 26 | 13 | 9  | 4  | 41 | 18 | +23  |
| 5    | Deportivo SonangolC             | 33  | 26 | 7  | 12 | 7  | 32 | 28 | +4   |
| 6    | Primeiro de Agosto              | 33  | 26 | 9  | 6  | 11 | 21 | 29 | -8   |
| 7    | Petro Atlético Huambo           | 31  | 26 | 8  | 7  | 11 | 27 | 36 | -9   |
| 8    | EC Primeiro de Maio             | 31  | 26 | 8  | 7  | 11 | 20 | 33 | -13  |
| 9    | Sporting Cabinda                | 30  | 26 | 6  | 12 | 8  | 30 | 31 | -1   |
| 10   | Académica Lobito                | 30  | 26 | 7  | 9  | 10 | 28 | 31 | -3   |
| 11   | Progresso Sambizanga            | 30  | 26 | 6  | 12 | 8  | 22 | 26 | -4   |
| 12   | Académica Petróleo Kwanda SoyoP | 28  | 26 | 6  | 10 | 10 | 22 | 32 | -10  |
| 13   | Sport Lubango e BenficaP        | 26  | 26 | 6  | 8  | 12 | 22 | 33 | -11  |
| 14   | Onze Bravos do MaquiP           | 8   | 26 | 2  | 2  | 22 | 10 | 55 | -45  |

|  | Qualification pour la Ligue des champions de la CAF 2005                  |
|  | Qualification pour la Coupe de la CAF 2005                                |
|  | Relégation directe en Gira Angola                                         |
|  | T: Tenant du titre C: Vainqueur de la Taça Angola P: Promu de Gira Angola |

## Bilan de la saison
| Championnat d'Angola de football 2004 |                                        |
| Champion                              | Atlético Sport Aviação (3e titre)      |
| Coupes et trophées                    |                                        |
| Vainqueur de la Coupe d'Angola 2004   | Deportivo Sonangol                     |
| Qualifications continentales          |                                        |
| Ligue des champions de la CAF 2005    | Atlético Sport Aviação                 |
| Ligue des champions de la CAF 2005    | Sagrada Esperança                      |
| Coupe de la confédération 2005        | Inter Luanda                           |
| Coupe de la confédération 2005        | Deportivo Sonangol (tour préliminaire) |
| Promotions et relégations             |                                        |
| Promus en Girabola                    | Sport Luanda e Benfica                 |
| Promus en Girabola                    | Desportivo Huila                       |
| Promus en Girabola                    | Sporting Clube do Bié                  |
| Relégués en Gira Angola               | Sport Lubango e Benfica                |
| Relégués en Gira Angola               | Onze Bravos do Maqui                   |
| Relégués en Gira Angola               | Académica Petróleo Kwanda Soyo         |